# Connor Harrison
Connor Harrison (* 11. Juni 1993 in Arrowtown) ist ein neuseeländischer Eishockeyspieler, der seit 2017 erneut bei der Southern Stampede in der New Zealand Ice Hockey League spielt.  

## Karriere
Connor Harrison spielte seit Beginn seiner Karriere als Eishockeyspieler zunächst in der Mannschaft von Southern Stampede in der New Zealand Ice Hockey League. Mit diesem Team aus Queenstown wurde er 2011 und 2012 neuseeländischer Vizemeister. Nach dem zweiten verlorenen Meisterschaftsfinale wechselte er zu Dunedin Thunder, mit dem er 2014 erneut den Vizemeistertitel errang. 2017 kehrte er zur Stampede zurück und wurde mit der Mannschaft neuseeländischer Meister.

### International
Im Juniorenbereich spielte Harrison mit der neuseeländischen Auswahl bei den U18-Weltmeisterschaften 2010, als er als bester Stürmer des Turniers maßgeblich zum Sieg seiner Mannschaft beim Division-III-Turnier im mexikanischen Monterrey beitrug, und 2011, als er mit den Neuseeländern in der Division II antrat, sowie den U20-Weltmeisterschaften 2012 und 2013 jeweils in der Division III.
Für die Herren-Nationalmannschaft nahm Harrison bisher an den Weltmeisterschaften 2012, 2015 und 2018 jeweils in der Division II teil.

## Erfolge und Auszeichnungen
- 2010 Aufstieg in die Division II bei der U18-Weltmeisterschaft der Division III, Gruppe B
- 2010 Bester Stürmer bei der U18-Weltmeisterschaft der Division III, Gruppe B
- 2017 Neuseeländischer Meister mit der Southern Stampede

## NZIHL-Statistik
(Stand: Ende der Saison 2017)